# Трайгородская
Трайгородская — река в России, протекает по Томской области, Ханты-Мансийском АО, по части реки проходит граница между этими регионами. Река образована слиянием рек Ватъёган и Волъёган. Устье реки находится в 22 км по правому берегу протоки Оби Верхний Утаз. Длина реки составляет 186 км, площадь водосборного бассейна 3680 км². Высота устья — 35,6 м над уровнем моря. Высота истока — 56 м над уровнем моря.

## Бассейн
- Сергушкина
- Пуньтик
- 67 км: Айёган
  - 6 км: Левый Айёган
  - 6 км: Правый Айёган
- Кулугъёган
- Сардъёган
- 110 км: Сарамеев Игал
- 132 км: Вонъёган
- 164 км: Болотный
- 170 км: Озёрный

- 186 км: Ватъёган
  - 34 км: Чёндыхъёган
  - Берёзовый
  - 102 км: Малый Ватъёган
  - 111 км: Вянтькор
  - 115 км: Озёрная

- 186 км: Волъёган
  - 2 км: Ай-Чёндыхъёган
  - 17 км: река без названия
  - 19 км: Ай-Волъёган
  - 39 км: река без названия

## Данные водного реестра
По данным государственного водного реестра России, относится к Верхнеобскому бассейновому округу, водохозяйственный участок реки — Обь от впадения реки Васюган до впадения реки Вах, речной подбассейн реки — Васюган. Речной бассейн реки — (Верхняя) Обь до впадения Иртыша.